# Gulcz (przystanek kolejowy)
Gulcz – przystanek kolejowy w Gulczu na linii kolejowej nr 206, w województwie wielkopolskim.